# 秋津町 (田辺市)
秋津町（あきづちょう）は、和歌山県田辺市の町丁。2020年3月末現在の人口は3,227人。郵便番号は646-0005。本項ではかつて概ね同区域に存在した西牟婁郡下秋津村（しもあきづむら）についても記す。

## 地理
田辺市の北西部、紀伊田辺駅の北方、会津川の下流域にあたる。南で高雄、西で稲成町・むつみ、東で上秋津・下万呂に接する。和歌山県道29号田辺龍神線が会津川に沿って南西から北東に、北西から南東に和歌山県道35号上富田南部線が通過する。

### 河川
- 会津川
- 左会津川

## 歴史

### 町名の由来
湊・水門の神である速秋津彦・速秋津姫による。

### 沿革
- 幕末 - 牟婁郡下秋津村が存在。「旧高旧領取調帳」の記載によると紀州藩附家老安藤氏領。
- 慶応4年1月24日（1868年2月17日） - 安藤氏領が立藩して田辺藩領となる。
- 明治4年7月14日（1871年8月29日） - 廃藩置県により田辺県の管轄となる。
- 明治4年11月22日（1872年1月2日） - 和歌山県の管轄となる。
- 1879年（明治12年）1月20日 - 所属郡が西牟婁郡に変更。
- 1889年（明治22年）4月1日 - 町村制の施行により、近世以来の下秋津村が単独で自治体を形成。
- 1950年（昭和25年）12月15日 - 下秋津村が田辺市に編入。同市秋津町となる。自治会は*秋津町内会として、防災、環境、福祉などの活動をしている。

## 交通

### バス
龍神自動車
- 龍神線
  - 本社・あけぼの - 紀南病院 - 紀伊田辺 - 下秋津 - 龍神温泉 - 護摩壇山 - 高野山
- 西線
  - 本社・あけぼの - 紀南病院 - 紀伊田辺 - 芳養駅 - 南部駅 - 福井 - 西 - 龍神温泉 - 季楽里

### 道路
- 和歌山県道29号田辺龍神線
- 和歌山県道35号上富田南部線

## 施設
- 田辺市立会津小学校
- 田辺秋津簡易郵便局
- JA紀南中央購買センターコピア
- 豊秋津神社
- 錦津見神社
- 宝満寺

## 自治会
- 秋津町内会[3]